# Saga de l'été
Pour les articles homonymes, voir Saga (homonymie).
En France, on appelle saga de l'été une mini-série diffusée généralement pendant la période estivale. La plupart des sagas de l'été sont constituées d'un petit nombre de téléfilms, diffusés à un rythme hebdomadaire, et disposent d'une trame particulière tournant très souvent autour du secret de famille ou des rivalités de clans (Le Château des Oliviers, Les Cœurs brûlés, etc.). Dans les années 2000, les sagas de l'été multiplient également les rebondissements policiers (L'Été rouge) et mêlent parfois des éléments surnaturels à l'intrigue (Dolmen), comme le spiritisme (Le Miroir de l'eau, Laura) ou les extraterrestres (Mystère).
Malgré leur nom, les sagas de l'été sont parfois diffusées avant le début de l'été (Laura en juin 2006, La Clef des champs en avril 1998), ou a contrario à la fin du mois d'août (Les Secrets du volcan) et même en septembre (Les Yeux d'Hélène, La Rivière Espérance), pour éviter non seulement la concurrence des sagas des autres chaînes, mais aussi pour drainer un nombre de téléspectateurs potentiellement plus élevé que pendant la période des grandes vacances. Il arrive parfois que les chaînes, notamment France 3, diffusent des feuilletons reprenant une construction similaire pendant la période hivernale, avec un nombre réduit d'épisodes ; on parle par extension de « saga de l'hiver » (La Nouvelle Maud, Petits meurtres en famille, etc.).
Les sagas de l'été sont des productions à gros budget, utilisant des décors naturels, et s'échelonnant à l'origine sur une période allant jusqu'à neuf semaines. Certaines contre-performances d'audience ont conduit les chaînes à adopter un format plus court (moins d'épisodes, ou des épisodes moins longs), pour restreindre la diffusion à cinq semaines au plus. Il est même arrivé que TF1 ne programme aucune saga, pour privilégier des feuilletons « de prestige » (Le Comte de Monte-Cristo, diffusé en septembre 1998).

## Historique
Historiquement, la première saga française de l'été est Le Vent des moissons, diffusé pendant sept semaines à partir du 21 juillet 1988 sur TF1. La série, réalisée par Jean Sagols, avec en vedette Annie Girardot et Jacques Dufilho, met en scène des querelles autour de La Rose des vents, le domaine familial. Le succès d'audience incite TF1 à proposer l'été suivant la saga Orages d'été autour de la famille Lambert, avec à nouveau Annie Girardot dans le rôle principal et Jean Sagols à la réalisation. Cette série connaît une suite, Orages d'été, avis de tempête, diffusée pendant l'été 1990.
En 1992, Les Cœurs Brûlés (première mini-série française tournée en pellicule et non plus en vidéo), avec Mireille Darc, Pierre Vaneck, Danièle Évenou et Amélie Pick réussit à attirer 50 % des téléspectateurs présents devant leur écran le vendredi soir. Une suite, Les Yeux d'Hélène, est diffusée à partir de septembre 1994, après une rediffusion de la première série, et réunit dix millions de téléspectateurs. Entretemps, France 2 a choisi de produire elle aussi des sagas d'été, avec Le Château des Oliviers durant l'été 1993 qui rencontre un succès important (37 % de parts de marché), supérieur à celui de la saga de TF1, Les Grandes Marées.
En 1995, un premier renouvellement du genre est apporté : France 2 se lance dans la saga historique, en situant l'intrigue de La Rivière Espérance en 1832, tandis que Sandra, princesse rebelle, la saga de TF1, est la première de la chaîne à ne pas être réalisée par Jean Sagols et à mettre en scène une actrice encore inconnue, Marie Verdi.
En 1996, Terre indigo est tourné à Cuba en coproduction avec les télévisions suisse et allemande, tandis que Dans un grand vent de fleurs est coproduite avec la Rai Uno. Malgré le succès de la série de TF1, la chaîne, qui cherche alors à changer son image en « quête de sens »,  décide pourtant d'arrêter les frais des sagas d'été. Les fictions prestigieuses de la chaîne sont dorénavant Le Comte de Monte-Cristo à la rentrée 1998, Balzac en 1999 et Les Misérables en 2000, toutes trois réalisées par Josée Dayan et avec Gérard Depardieu. Toutefois, la chaîne produit Tramontane durant l'été 1999, en se limitant toutefois à cinq épisodes. En 2001, Méditerranée, avec un budget de 10 millions d'euros, poursuit sur la voie du rajeunissement des personnages en mettant en vedette Ingrid Chauvin.
En 1999, France 2 marque à son tour une pause dans la production de sagas de l'été, un genre avec lequel elle renoue seulement en août 2002, avec Garonne, qui se caractérise aussi par des personnages plus jeunes. Mais la saga événementielle de l'année est L'Été rouge sur TF1. Cette saga, avec Georges Corraface, se distingue en effet par son intrigue beaucoup plus policière qu'à l'accoutumée. La trame familiale est toujours présente, en fond de l'intrigue, mais le fil conducteur des cinq épisodes est bien la résolution d'un crime.
Cette tournure policière de la saga de l'été se retrouve dans Un été de canicule diffusé sur France 2 l'année suivante, quand Le Bleu de l'océan sur TF1 renoue avec une intrigue plus classique. Ces deux sagas obtiennent de très bons résultats d'audience, mais bien moindres par rapport aux deux séries de 2004. Que ce soit Zodiaque avec Claire Keim et Francis Huster, ou Le Miroir de l'eau avec Cristiana Reali, ces séries battent les records de chacune des chaînes en attirant respectivement 48 % et 38 % de téléspectateurs en moyenne, en introduisant des éléments surnaturels dans l'intrigue familiale.
La saga de TF1 de 2005 obtient un succès encore plus important puisque Dolmen dépasse les 12 millions de téléspectateurs en moyenne et les 50 % de parts de marché et devient la saga de l'été la plus regardée de l'histoire. Les six épisodes de la série font partie des dix meilleures audiences de l'année tous programmes confondus, et le final de la série est la deuxième meilleure audience de l'année. Une suite est mise en chantier mais finalement annulée à la suite des résultats décevants de Le Maître du Zodiaque, pendant l'été 2006, qui réalise des audiences satisfaisantes mais très en dessous de la première saison.
En 2006, M6 lance à son tour une saga de l'été, Laura. En 2007, alors que la saga de TF1 Mystère ne rencontre pas le succès escompté, France 2 nous plonge dans l'énigme historico-fantastique de La Prophétie d'Avignon. En 2008, TF1 et M6 ne diffusent pas de série de l'été. France 2 est la seule dans ce créneau avec Terre de lumière, une fresque qui se déroule dans les années 1930.
L'année 2009 voit la diffusion de la dernière saga de l'été diffusée sur M6 à ce jour, Éternelle qui est un échec d'audience compromettant la réalisation d'une suite. En 2010, France 2 propose une saga plus classique, La Maison des Rocheville, avant de diffuser deux ans plus tard un thriller, Inquisitio, dont l'audience est assez faible. 
En 2017, 6play propose Mara, une femme unique, une saga de l'été solaire, déjà plébiscitée par le public portugais.

En 2024 Netflix diffusera sa première saga de l'été avec Isabelle Adjani

## Thématiques récurrentes
- Si vous ne connaissez pas le sujet, laissez ce bandeau (vous pouvez alors contacter les auteurs).
- Si vous supprimez le contenu mis en cause (vous pouvez préalablement contacter les auteurs),

argumentez précisément cette suppression dans la page de discussion
(un manque de référence n'est pas un argument ; une recherche réelle de référence doit avoir été effectuée, être formellement documentée).

### La maison
S'il est un domaine à ne pas négliger dans une saga de l'été et qui lui est vraiment propre, c'est que parmi les héros, s'en trouve un sans lequel le scénario ne serait rien : la maison ou propriété familiale. Elle a son importance : elle est plus qu'un simple décor. Elle a ses propres secrets, sa propre histoire. Rares sont les sagas de l'été sans leur domaine. En ceci, le genre perpétue une tradition plus ancienne qu'on retrouve par exemple dans l'oeuvre littéraire de Germaine Beaumont, laquelle mettait souvent en scène une héroïne confrontée à l'histoire obscure d'un domaine dont elle s'efforce de percer les mystères.
Dès le début, Le Vent des moissons affiche la couleur avec sa Rose des vents, domaine ancestral de la famille Leclerc et lieu chéri par certains, méprisé par d'autres.
L'attachement à cette propriété est tel que toute l'histoire finit par tourner autour d'elle et autour de son représentant, le maître des lieux. La maison engendre les haines les plus viles et les passions les plus dévastatrices.
Délaissée pendant plusieurs années où la saga se concentrait davantage sur des thèmes paranormaux, elle est remise à l'honneur dans la saga de 2010 La Maison des Rocheville, où Blanche Terre, la propriété familiale, est un personnage à part entière, qui s'adresse aux téléspectateurs par l'intermédiaire d'une voix off.
La Commanderie d'Orages d'été, Éden de La Vengeance aux deux visages, La réserve de Les Yeux d'Hélène ou Jalna, dans la série éponyme, sont autant de lieux légendaires qui ne font qu'un avec le héros ou l'héroïne de l'histoire.

### L'héroïne
Sur une trentaine de sagas de l'été à ce jour diffusées en France, une vingtaine a pour héros un personnage féminin. Ces héroïnes ont en général un tempérament fort, ont avec elle une véritable famille qu'elles ont forgé. Elles ont toutes hérité cela de leur père, étrangement : tant Stéphanie Harper de La Vengeance aux deux visages qu'Emma Lambert d'Orages d'été, que Colombe de La Clef des champs, ou encore que Léna Chevalier dans Les Grandes Marées.
Ce sont des battantes, de véritables femmes d'aujourd'hui, très actives, armées contre les orages et les failles de la vie, solides comme les pierres de leur patrimoine. Elles portent en elles tous les mystères, le passé de l'histoire. En cela, la saga de l'été est un genre à part.

### Le secret
Du plus simple au plus terrible, capable de tuer net un homme comme dans Zodiaque, le secret est le fédérateur de la saga. Sans lui, pas d'histoire, pas de dénouement. L'inceste comme dans Les Cœurs Brûlés ou Un été de canicule, le fils ou la fille cachée dans Le Bleu de l'océan ou Le Miroir de l'eau ou inversement la mère perdue d'Orages d'été, avis de tempête, l'assassin de L'Été rouge : les secrets sont divers et souvent tiennent en haleine jusqu'au dernier épisode.
Chacun réfléchit et s'invente sa propre suite grâce à lui, engendrant le « qui-est-ce ? », le « pourquoi ? », le « comment ? ».

### Les méchants
Pas non plus de saga sans ces méchants classiques : à chaque saga, son méchant mémorable. Ils sont aussi idéalisés que le héros lui-même. La première méchante digne de ce nom apparaît en France dans Orages d'été : Marthe Thibaut, interprétée par Patachou ; une femme pitoyable, en fauteuil roulant, rongée par la haine, dont le seul objectif est d'anéantir Emma Lambert.
Autre méchante et, qui plus est, héroïne : Hélène Charrière dans Les Cœurs Brûlés. Sa haine envers Isa, la deuxième femme de son mari, est telle que dans un excès de rage, elle finira aveugle et, pour enfoncer le clou définitivement, dans Les Yeux d'Hélène, la suite, elle apprendra, elle qui s'est toujours prise pour la grande bourgeoise, qu'elle n'est en fait qu'une fille de prostituée du nom de Gilberte, adoptée par la grâce de parents apitoyés.
Dans les dernières sagas en date, le méchant s'en sort parfois comme dans la fin ambigüe de Le Maître du Zodiaque, ou alors est gravement blessé après avoir mis à mort de nombreuses personnes, semant la panique comme dans Zodiaque.

## Liste chronologique de sagas de l'été diffusées en France
- 1983 :
  - Les oiseaux se cachent pour mourir, de Carmen Culver & Lee Stanley (TF1 - 4 épisodes)
- 1984 :
  - La Terre et le Moulin, de Jacques Ertaud (TF1 - 3 épisodes)
- 1986 :
  - Les Aventures du jeune Patrick Pacard, de Bernd Burgemeister & Gero Erdhardt (TF1 - 6 épisodes)
- 1987 :
  - Le Gerfaut, de Marion Sarraut (TF1 - 30 épisodes)
- 1988 :
  - Le Vent des moissons, de Jean Sagols (TF1 - 7 épisodes)
- 1989 :
  - La Comtesse de Charny, de Marion Sarraut (TF1 - 9 épisodes)
  - La Vengeance aux deux visages, de Karen Arthur & Kevin James Dobsons (TF1 - 11 épisodes)
  - Orages d'été, de Jean Sagols (TF1 - 8 épisodes)
- 1990 :
  - Orages d'été, avis de tempête, de Jean Sagols (TF1 - 9 épisodes)
- 1991 :
  - Le Mari de l'ambassadeur, de Francois Velle & Frédérique Hébrard (Antenne 2 - 13 épisodes)
- 1992 :
  - Les Cœurs brûlés, de Jean Sagols (TF1 - 8 épisodes)
- 1993 : 
  - Les Grandes Marées, de Jean Sagols (TF1 - 8 épisodes)
  - Le Château des Oliviers, de Nicolas Gessner (France 2 - 8 épisodes)
- 1994 : 
  - Les Yeux d'Hélène, de Jean Sagols (TF1 - 9 épisodes)
  - Jalna, de Philippe Monnier (France 2 - 8 épisodes)
- 1995 : 
  - Sandra, princesse rebelle, de Didier Albert (TF1 - 8 épisodes)
  - La Rivière Espérance, de Josée Dayan (France 2 - 9 épisodes)
- 1996 : 
  - Terre indigo, de Jean Sagols (TF1 - 8 épisodes)
  - Dans un grand vent de fleurs, de Gérard Vergez (France 2 - 7 épisodes)
- 1997 : 
  - Le Grand Batre, de Laurent Carcélès (France 2 - 9 épisodes)
  - Entre terre et mer, d'Hervé Baslé (France 2 - 6 épisodes)
- 1998 :
  - La Clef des champs, de Charles Nemes (France 2 - 6 épisodes)
  - Les Moissons de l'océan, de François Luciani (France 2 - 4 épisodes)
- 1999 :
  - Tramontane, d'Henri Helman (TF1 - 5 épisodes)
  - Chasseurs d'écume, de Denys Granier-Deferre (France 2 - 3 épisodes)
- 2001 :
  - Méditerranée, d'Henri Helman (TF1 - 5 épisodes)
- 2002 : 
  - L'Été rouge, de Gérard Marx (TF1 - 5 épisodes)
  - Garonne, de Claude d'Anna (France 2 - 4 épisodes)
- 2003 : 
  - Le Bleu de l'océan, de Didier Albert (TF1 - 5 épisodes)
  - Un été de canicule, de Sébastien Grall (France 2 - 4 épisodes)
- 2004 : 
  - Zodiaque, de Claude-Michel Rome (TF1 - 5 épisodes)
  - Le Miroir de l'eau, d'Edwin Baily (France 2 - 4 épisodes)
- 2005 :
  - Dolmen, de Didier Albert (TF1 - 6 épisodes)
  - Trois femmes… un soir d'été, de Sébastien Grall (France 2 - 4 épisodes)
- 2006 :
  - Le Maître du Zodiaque, de Claude-Michel Rome (TF1 - 5 épisodes)
  - Les Secrets du volcan, de Michaëla Watteaux (France 2 - 4 épisodes)
  - Laura, de Jean-Teddy Filippe (M6 - 4 épisodes)
- 2007 :
  - Mystère, de Didier Albert (TF1 - 12 épisodes )
  - La Prophétie d'Avignon, de David Delrieux (France 2 - 8 épisodes)
  - Suspectes, de Laurent Dussaux (M6 - 8 épisodes)
- 2008 :
  - La Main blanche, de Jean-Pierre Dusséaux (TF1 - 4 épisodes)
  - Terre de lumière, de Stéphane Kurc (France 2 - 4 épisodes)
- 2009 :
  - Éternelle, de Didier Delaître (M6 - 6 épisodes)
- 2010 :
  - La Maison des Rocheville, de Jacques Otmezguine (France 2 - 5 épisodes)
- 2012 :
  - Inquisitio, de Nicolas Cuche (France 2 - 8 épisodes)
  - Jeu de dames, de Jean-Luc Azoulay (France 3 - 6 épisodes)
- 2014 :
  - Jusqu'au dernier, de François Velle (France 3 - 6 épisodes)
- 2016 :
  - La Vengeance aux yeux clairs, de Jean-Luc Azoulay (TF1 - 8 épisodes)
- 2017 :
  - La Vengeance aux yeux clairs saison 2, de Jean-Luc Azoulay (TF1 - 6 épisodes)
- 2018 :
  - Noces rouges, de Marwen Abdallah (France 3 - 6 épisodes)
- 2019 :
  - Les Ombres rouges, (C8 - 6 épisodes)
  - Olivia, de Franck Ollivier (TF1 - 6 épisodes)